# Pagurus hemphilli
Pagurus hemphilli är en kräftdjursart som först beskrevs av James Everard Benedict 1892.  Pagurus hemphilli ingår i släktet Pagurus och familjen eremitkräftor. Inga underarter finns listade i Catalogue of Life.